# Macaranga parabicolor
Macaranga parabicolor är en törelväxtart som beskrevs av Timothy Charles Whitmore. Macaranga parabicolor ingår i släktet Macaranga och familjen törelväxter. Inga underarter finns listade i Catalogue of Life.